# Tuogu
Tuogu (kinesiska: 托古, 托古乡) är en socken i Kina. Den ligger i provinsen Heilongjiang, i den nordöstra delen av landet, omkring 97 kilometer väster om provinshuvudstaden Harbin. Antalet invånare är 22 025. Befolkningen består av 10 917 kvinnor och 11 108 män. Barn under 15 år utgör 13,0 %, vuxna 15-64 år 79 %, och äldre över 65 år 7,0 %.
Genomsnittlig årsnederbörd är 725 millimeter. Den regnigaste månaden är juli, med i genomsnitt 180 mm nederbörd, och den torraste är januari, med 6 mm nederbörd.